# Simone Moreno
Simone Moreno (Salvador, 6 de junho de 1969), é uma cantora brasileira. No seu repertório estão sempre presentes os principais ritmos e compositores da MPB. Seu estilo é uma mistura de tudo o que a cantora já vivenciou em sua carreira: o que inclui samba-reggae, maracatu, bossa nova, pop, funk e soul.  
Radicada em Estocolmo, na Suécia, a cantora faz turnês pela Europa enquanto prepara o seu retorno ao mercado brasileiro. 

## Carreira
Simone foi revelada pelo empresário Jorge Sampaio, que também havia articulado o sucesso da Banda Eva e de Daniela Mercury. Com voz forte e afinada, ela fez sucesso desde que se lançou no final na década de 1980 com o grupo baiano Novos Bárbaros, com quem gravou dois discos.
Em meados da década de 90, a cantora trocou a Axé music do início de sua carreira pelo samba de velhos mestres, como Ataulfo Alves, Paulinho da Viola, Martinho da Vila, Wilson Moreira, Aldir Blanc, e músicos de outras gerações, como Noca da Portela, Moraes Moreira e Pepeu Gomes. 
Em 1994 Simone foi contratada por uma agência de publicidade para ser a musa da copa pela Cervejaria Brahma. Com duração de um ano e meio o contrato da cantora girava em torno de 100 mil dólares na época. A campanha reunia também Raí, Bebeto e Zinho. 
Desde a década de 1990 até os dias atuais, além de fazer shows em todo Brasil, a cantora excursiona pela Europa e Ásia. Em 2006 participou do Melodifestivalen, de Estocolmo, com o hit "Aiayeh (The Music of the Samba)", o qual foi incluído no álbum do concurso.

## Cronologia

### Discografia
| Ano  | Título                    | Gravadora          |
| ---- | ------------------------- | ------------------ |
| 2020 | Pa Svenska                | Selo Independente  |
| 2011 | Planetas                  | Soul Dog Records   |
| 2005 | Samba Makossa             | Soul Dog Records   |
| 2000 | Desde que o Samba é Samba | Albatroz Brasil    |
| 1997 | Manda me Chamar           | WEA Records Brasil |
| 1995 | Morena                    | WEA Records Brasil |
| 1994 | Simone Moreno             | WEA Records Brasil |

### Filmografia
| Ano  | Título            | Papel               |
| ---- | ----------------- | ------------------- |
| 1998 | Brida             | Ongala              |
| 1990 | Orquídea Selvagem | Ela mesma (cantora) |

## Vida pessoal
A artista foi casada com o compositor de axé music Saul Barbosa e com o cantor Pepeu Gomes, de quem não teve filhos. Atualmente, vive com o produtor sueco Anders von Hofsten, com quem teve um filho, Rufos Antonio.
A cantora é meia-irmã da ex-intérprete baiana Sarajane.